# Emmanuel De Cloedt
Emmanuel De Cloedt (Oostkerke bij Damme, 8 oktober 1845 - Brussel, 23 mei 1919) was een Belgisch senator en ondernemer.

## Levensloop
Hij was de zoon van Joannes De Cloedt en Anthonia Buthaey. Hij huwde in Veurne op 31 augustus 1872 met Maria Ludovica Ternier. Emmanuel De Cloedt kwam zich in Brugge vestigen als aannemer van bouwwerken. Hij specialiseerde zich stilaan in waterbouwkundige werken. Daarnaast was hij ook betrokken bij de oprichting van verschillende bedrijven in het Brugse, in associatie met andere ondernemers, zoals de brouwers Leon De Meulemeester en Aimé Delanote. Onder deze bedrijven bevonden zich de IJzergieterij La Madeleine en de Sigarenfabriek De Neve. Deze verschillende activiteiten zorgden voor werkverschaffing, hetgeen de reputatie en populariteit van De Cloedt ten goede kwam.
Hij werd een invloedrijk lid van de liberale partij en werd verkozen tot senator voor het arrondissement Brugge (1912-1919). 
Zijn aanduiding om de lijst voor de senaat te trekken gebeurde niet zonder slag of stoot. De zetelende senator Alfred De Lanier beet van zich af en werd ondersteund door de traditionele leiders van de plaatselijke partij. De Cloedt presenteerde zich als de tegenpool van de conservatieve, Franstalige en meestal in Gent verblijvende De Lanier. Hij presenteerde zich als een man van het volk, die in de volkscafés stemmen ging ronselen, de volkse ontspanningsverenigingen mild steunde, in het centrum van Brugge op de Burg woonde, beloofde enkel Nederlands te spreken in het parlement en te zullen ijveren voor de vernederlandsing van de universiteit van Gent en voor het algemeen enkelvoudig stemrecht. Tot de verbazing van velen haalde De Cloedt het in de poll binnen de liberale partij en werd hij in de daarop volgende wetgevende verkiezingen met glans verkozen.
In het parlement kwam hij vooral tussen in besprekingen over de haven van Zeebrugge en over openbare werken. Hij kon zich echter door het uitbreken van de oorlog niet lang laten gelden. In 1914 vluchtte hij naar Nederland en korte tijd na de Wapenstilstand, teruggekeerd in België, overleed hij in Ukkel op 23 mei 1919.